# Mikiyo Tsuda
Mikiyo Tsuda (jap. つだ みきよ, Tsuda Mikiyo; eigentlich: 津田 美樹代, Tsuda Mikiyo; * 10. Januar 19xx in der Präfektur Fukui, Japan) ist eine japanische Manga-Zeichnerin und Illustratorin.
Während die Autorin unter dem Pseudonym Taishi Zaou (蔵王 大志, Zaō Taishi) Boys-Love-Manga über romantische Beziehungen zwischen Männern veröffentlicht, zeichnet sie als Mikiyo Tsuda Shōjo-Manga mit humorvollen Inhalten, die sich an jugendliche Mädchen richten. Ihre Shōnen-Ai-Manga gestaltet sie meist zusammen mit Eiki Eiki. Tsuda zeichnet auch Dōjinshi, so beispielsweise zu Gundam Seed.
Von 1999 bis 2001 arbeitete sie für das Manga-Magazin Wings an dem ungefähr 340 Seiten umfassenden Shōjo-Manga The Day of Revolution. Darin geht es um einen fünfzehnjährigen Jungen, der herausfindet, dass er eigentlich ein Mädchen ist, und sich deshalb zu einer Frau umoperieren lässt. The Day of Revolution setzt die Zeichnerin seit 2002 mit der Manga-Serie Princess Princess fort, die bislang aus über 800 Seiten in fünf Sammelbänden besteht und 2006 auch als Anime-Fernsehserie umgesetzt wurde.
Bei Egmont Manga & Anime erscheinen ihre Werke auf Deutsch. Sowohl The Day of Revolution als auch Princess Princess und ihre Shōnen-Ai-Manga wurden in Deutschland zu kommerziellen Erfolgen.

## Werke (Auswahl)
- Electric Hands, 1998
- Family Complex (ファミリー・コンプレックス), 1999–2000
- The Day of Revolution (革命の日, Kakumei no Hi), 1999–2001
- Color (カラー), 1999
- Secret Love (恋は異なもの妙なもの, Koi wa Ina Mono MLove Stage!!yōna Mono), 2002
- Princess Princess (プリンセス・プリンセス), 2002–2006
- Bokutachi wa Asu ni Mukatte Ikiru no da (僕たちは明日に向かって生きるのだ), 2005
- Paranormal High School (3 Bände), 2007
- Atsumare! Gakuen/Tengoku (あつまれ! 学園・天国), ab 2008
- Frühling, Sommer, Herbst und Winter (春夏秋冬, Haru Natsu Aki Fuyu, gemeinsam mit Eiki Eiki), 2007, 2011 auf Deutsch
- Love Stage!! (noch laufend, gemeinsam mit Eiki Eiki)
- Back Stage!! (noch laufend, gemeinsam mit Eiki Eiki und Kazuki Amano)